# 王亚秋
王亚秋（1988—）是一位中国出生的新闻工作者和人权活动人士。

## 生平
王亚秋在中国出生长大，毕业于浙江农林大学，在读期间曾赴美国交换，获得国会议员鲍勃·英格利斯的推荐信，入读乔治·华盛顿大学，取得国际事务硕士学位。2015—2017年，王亚秋曾在保护记者委员会担任亚洲问题研究员。之后入职人权观察，担任中国问题研究员，致力于研究互联网审查、言论自由、公民社会和人权捍卫者以及妇女权利等议题。2023—2025年，担任自由之家大中华区研究主任。
中共当局一直对其在美国的活动进行监视，包括网暴和威胁其中国亲属，“虽然我大部分时间不看推特，但是我知道有人在骂我。有时候推特上有200个留言，我知道全是骂我的。虽然不看，但是看到200这个数字还是觉得有压力的。”

## 出版物
她的文章发表于《外交政策》、《大西洋月刊》、《华盛顿邮报》等媒体。她还为BBC、CNN、《纽约时报》等媒体撰写评论文章。